# Off Road Kids
Die Off Road Kids Stiftung ist eine Hilfsorganisation für Straßenkinder, Ausreißer und junge Obdachlose in Deutschland.

## Organisation
Die Stiftung betreibt ein überregionales, bundesweit wirkendes Streetwork-System mit Streetwork-Stationen in Berlin, Dortmund, Hamburg, Köln und Frankfurt am Main, sowie die überregionale Streetwork-Station sofahopper.de. Zudem unterhält die Stiftung ein Kinderheim, eine Eltern-Hotline und eine Praxis für systemische Beratung und Therapie. Der Vorstand besteht aus bis zu 4 Personen, der Beirat der Stiftung aus bis zu 15 Personen.
Die Straßensozialarbeit wird nahezu vollständig durch Spenden von Privatleuten, Unternehmen und Stiftungen finanziert. Wichtige Förderer und Partner der Stiftung sind die Vodafone Stiftung Deutschland, die Deutsche Bahn Stiftung, die help and hope Stiftung, die Bausparkasse Schwäbisch Hall, die Permira Beteiligungsberatung, „Deutschland rundet auf“, die SKala-Initiative und der Red Nose Day (ProSieben).
Nach eigenen Angaben hat die Stiftung seit dem Jahr 1994 mehr als 7.100-mal ehemalige Straßenkinder und junge Obdachlose erfolgreich in dauerhaft tragfähige Lebensperspektiven vermittelt (Stand: Dezember 2020).

## Sonstiges
Zusammen mit der Vodafone Stiftung Deutschland initiierte die Stiftung die Studie des Deutschen Jugendinstituts „Entkoppelt vom System“ (2015). Die Ergebnisse der Studie belegen die Existenz verdeckter Obdachlosigkeit bei jungen Menschen und deren Entkopplung von allen Hilfesystemen.
Die Hilfsorganisation betreibt seit 1. Dezember 2016 die deutschlandweit erste virtuelle Streetwork-Station für Jugendliche und junge Erwachsene. Das Ziel dieser Plattform ist es, entkoppelte Jugendliche und junge Volljährige bundesweit vor dem Absturz in die Obdachlosigkeit und der Flucht in Großstädte zu bewahren.

## Auszeichnungen
Die Stiftung hat sich der Initiative Transparente Zivilgesellschaft von Transparency International angeschlossen und ist seit 2013 mit dem Phineo „Wirkt“-Siegel zertifiziert.
Die Stiftung wurde ausgezeichnet mit dem „Klaus J. Jacobs Best Practice Prize“ der Schweizer Jacobs Foundation.
Die Stiftung wurde im Oktober 2017 gemeinsam mit der Bahn-BKK mit dem „Springer Medizin Charity Award“ für ihr ins Leben gerufenes Gesundheitsprojekt „STREETWORK+“ ausgezeichnet.